# Обињи (Калвадос)
Обињи (фр. Aubigny) насеље је и општина у северној Француској у региону Доња Нормандија, у департману Калвадос која припада префектури Кан.
По подацима из 2011. године у општини је живело 309 становника, а густина насељености је износила 61,55 становника/km². Општина се простире на површини од 5,02 km². Налази се на средњој надморској висини од 150 метара (максималној 206 m, а минималној 145 m).

## Демографија
| 1962. | 1968. | 1975. | 1982. | 1990. | 1999. | 2011. |
| ----- | ----- | ----- | ----- | ----- | ----- | ----- |
| 300   | 318   | 289   | 266   | 295   | 316   | 309   |

График промене броја становника у току последњих година